# Målegöl (Högsby socken, Småland)
Målegöl är en sjö i Högsby kommun i Småland och ingår i Emåns huvudavrinningsområde. I folkmun även kallad Pumparegöl, efter den pumpstation som tidigare fanns utmed järnvägsspåret som passerar sjön.